# Porcellio albicornis
Porcellio albicornis är en kräftdjursart som först beskrevs av Dollfus1896.  Porcellio albicornis ingår i släktet Porcellio och familjen Porcellionidae. Inga underarter finns listade i Catalogue of Life.